# Tokyopop

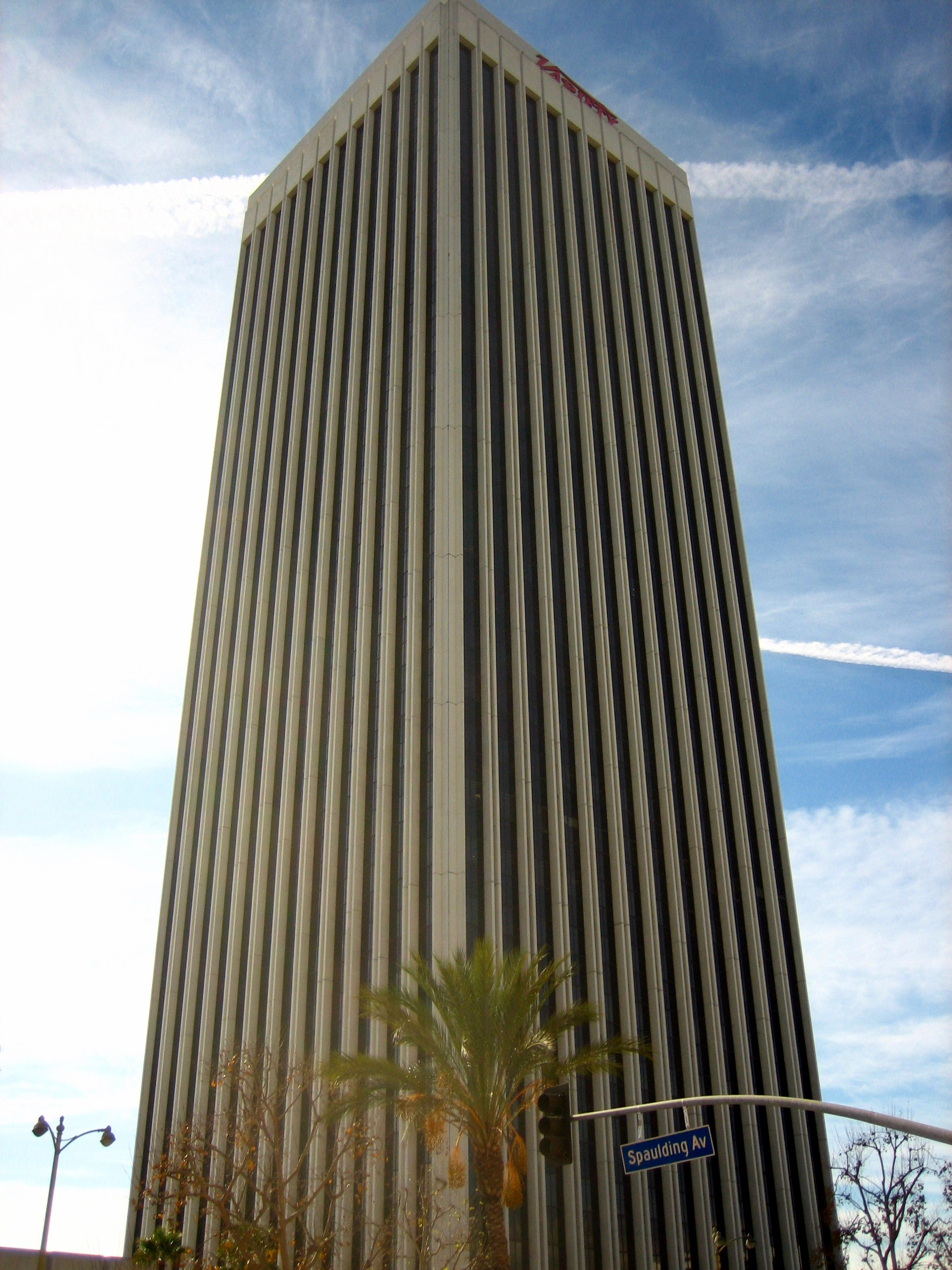
La sede de Tokyopop, en Los Ángeles.

Tokyopop (estilizado como TOKYOPOP, previamente conocido como  Mixx) es una compañía estadounidense que se dedica a traducir y distribuir manga y anime japonés al idioma inglés. Posee una división editorial alemana que produce traducciones al alemán de propiedades japonesas con licencia y manga original en inglés, así como manga original en alemán.

## Cambios
Cuando Tokyopop empezó su empresa, empezó también a cambiar la manera en la que el manga y el anime fueron distribuidos en los Estados Unidos. Antes era muy caro comprar cómics de manga, y Tokyopop bajó los precios de cada uno de sus libros hasta alcanzar los $9.99, una gran rebaja. También empezó a traducir más obras de manga que no habían entrado nunca al mercado en inglés.
Sin embargo, aparte de esta rebaja, también trajo su modelo de comercialización e inconvenientes. Los libros no son cambiados de derecha-izquierda, no se invierte la imagen, sino que los dibujos quedan en su forma original, la manera en que se leen en japonés, de derecha a izquierda. A algunos no les gusta esta manera de leer, ya que no están acostumbrados a leer así, pero a otros les gusta. Su principal ventaja es que cuando las imágenes representan un objeto o personaje del mundo real, este no se ve como invertido por un espejo, por ejemplo los samuráis llevan como en el dibujo original sus espadas en el costado izquierdo y las empuñan con la derecha, a no ser que representen a zurdos verdaderos. También muchas emociones y palabras en los libros, fuera del espacio de "bocadillo" reservado para el texto, quedan en su idioma japonés original para no subir los costos de traducción al evitar gastar dinero en cambiar las gráficas de página.

## Otro
- Tokyopop hoy en día es uno de los distribuidores de manga y anime más grande del mundo.

- En el verano de 2004, TokyoPop abrió una sucursal en Alemania, formando TokyoPop Deutschland.